# 700 TCN
700 TCN là một năm trong lịch La Mã.